# Liste deutschsprachiger Zeitungen im Baltikum
Diese Liste enthält deutschsprachige Zeitungen in den heutigen Staaten Estland, Lettland und Litauen.

## Territorialgeschichtliche Hintergründe

### Lettland und Estland
Im südöstlichen Ostseeraum gab es seit den mittelalterlichen Ordensherrschaften des Schwertbrüderordens und des Deutschen Ordens eine deutschsprachige Oberschicht des Adels und des Bürgertums, besonders in den größeren Städten Riga, Reval (Tallinn) und Dorpat (Tartu), während die Landbevölkerung estnisch,  livländisch oder lettisch war.
Seit dem 17. Jahrhundert stand das Gebiet unter schwedischer Herrschaft, 1701 bzw. 1721 wurde es durch das Russische Reich erobert. Auch in den folgenden zwei Jahrhunderten blieb die Dominanz der deutschbaltischen Oberschicht in den neuen  Ostseegouvernements bestehen.
Nach der politischen Unabhängigkeit Lettlands und Estlands 1919  wurden deren Privilegien erheblich eingeschränkt. Nach dem Ende des Zweiten Weltkrieges emigrierten fast alle nach Westdeutschland. Seirtdem gibt es fast keine Deutschen mehr in diesen beiden Ländern.  

### Litauen
Litauen war seit dem 14. Jahrhundert Teil der Adelsrepublik Polen-Litauen und seit 1795 des Russischen Reiches. Dort lebten nur wenige Deutsche. Die deutschsprachigen Zeitungen in diesem Gebiet erschienen im östlichen Ostpreußen, das erst  seit 1919 Teil des neuen litauischen Staates wurde.

## Estland
1689–1794
- Revalsche Post-Zeitung (1689–1709)
- Revalische Wöchentliche Nachrichten (1772–1819/1852)
- Arensburgischen Wochen- oder Intelligenzblätter (1785–1794)
- Dörptsche Zeitung (1789–1875)

1795–1918
Im Russischen Kaiserreich
- Pernausche Wöchentliche Nachrichten (1811–1821)
- Pernausches Wochenblatt (1822–1869)
- Archiv für die Geschichte Liv-, Esth- und Curlands (1851–1895)
- Estländische Gouvernements-Zeitung (1853–1869/1917)
- Revalsche Zeitung (1860–1914, 1930–1940)
- Dorpater Tageblatt (1862–1864)
- Narvasche Stadtblätter (1862–1873)
- Baltische Wochenschrift für Landwirtschaft, Gewerbefleiß und Handel (1863–1915)
- Annoncenblatt (1865–1882)
- Neue Dörptsche Zeitung (1866–1896)
- Pernausche Zeitung (1869–1915, 1918)
- Felliner Anzeiger (1876–1915)
- Arensburger Wochenblatt (1877–1915)
- Revaler Beobachter (1878–1915)
- Wesenberger Anzeiger (1880–1912)
- Walkscher Anzeiger (1883–1906)
- Nordlivländische Zeitung (1897–1914)
- Dorpater Zeitung (1917–1934)

1919–1939
Im unabhängigen estnischen Staat
- Deutsches Kirchenblatt (1920–1939)
- Dorpater Nachrichten (1921–1925)
- Neues Arensburger Wochenblatt (1926–1930)
- Deutsche Zeitung (1934–1939)

## Lettland
1682–1794
- Rigische Novellen (1682–1710)
- Rigische Anzeigen (1761–1852)
- Mitauische Zeitung (1766–1916)
- Mitauische politische Zeitung (1777–1783)
- Rigasche Zeitung (1778–1889/1909)

1795–1918
Im Russischen Reich 
- Mitausche Anzeigen (1797–1807/1824)
- Rigasche Zeitung (1802–1919)
- Rigaische Stadtblätter (1810–1907)
- Allgemeine deutsche Zeitung für Russland (1811–1831)
- Das Rigasche Börsen-Comité (1816–1872)
- Libausche Zeitung (1824–1939)
- Libausches Wochenblatt (1833–1838)
- Livländisches Amtsblatt (1833–1850)
- Livländische Gouvernements-Zeitung (1852–1917)
- Zeitung der Rigaschen Stadtpolizei (1855–1913)
- Baltische Monatsschrift (1859–1939)
- Rigasche Rundschau (1867–1939)
- Rigasche Börsen- und Handelszeitung (1870–1892)
- Rigaer Handels-Archiv (1874–1915)
- Rigasche Industrie-Zeitung (1875–1914)
- Rigaer Tagblatt (1875–1915)
- Goldingenscher Anzeiger (1876–1915, 1927–1930)
- Wendenscher Anzeiger (1884–1913)
- Zeitung der Rigaschen Stadtpolizei (1885–1913)
- Düna-Zeitung (1888–1909)
- Rigasche Rundschau (1895–1939)
- Windausches Blatt (1898–1914)
- Windausche Zeitung (1901–1931)
- Wolmarscher Anzeiger (1907–1914)
- Goldingenscher Anzeiger (1911–1915)
- Kreisblatt für Stadt und Kreis Tuckun (1915–1918)

1919–1939
Im unabhängigen Lettland
- Mitauer Nachrichten (1926–1934)
- Rigaer Wirtschaftszeitung (1926–1939)
- Riga am Sonntag (1927–1939)
- Kemmernsche Nachrichten (1928–1940)
- Rigaer jüdische Rundschau (1929–1931)
- Das deutsche Blatt (1933–1939)
- Rigasche Post (1927/1934–1939)

1941–1944
Unter deutscher Besatzung
- Deutsche Zeitung im Ostland (1941–1945)

## Litauen
In Litauen erschienen nur wenige deutschsprachige Zeitungen und Zeitschriften, vor allem im Memelland, das bis 1919 zu Ostpreußen gehört hatte.
Deutsche Besetzung 1916–1918
Während der deutschen Besetzung Litauens im Ersten Weltkrieg wurden einige deutschsprachige Publikationen  herausgegeben.
- Wilnaer Zeitung (1916–1918)

Litauen 1919–1939
Seit 1919 gehörte das östlichste Ostpreußen zum neuen Staat Litauen, die Bevölkerung blieb aber überwiegend deutsch und gab einige Zeitungen und Zeitschriften heraus.
- Memeler Volksstimme (1919–1926)
- Memelgau Zeitung (1919–1923)
- Memelländische Rundschau (1922–1934)
- Kirchliches Amtsblatt des Memelgebietes (1926–1935)
- Der Grenzgarten (Beilage zu Memeler Dampfboot; 1927–1939)
- Memeler Allgemeine Zeitung (1927–1933)
- Sonntagsblatt für die Katholiken des Memelgebiets (1930–1939)
- Deutsche Nachrichten für Litauen (1931–1940);

Deutsche Besetzung 1941–1944
Während der deutschen Besetzung des gesamten litauischen Staates im Zweiten Weltkrieg   wurden einige deutschsprachige Publikationen herausgegeben
- Wilnaer Zeitung, 1941–1944 (wie schon  1916–1918)

Litauen seit 1945
Seit 1990 konnten in Litauen wieder einige deutschsprachige Publikationen der deutschsprachigen Minderheit im ehemaligen östlichen Ostpreußen erscheinen.
- Deutsche Nachrichten für Litauen, 1989–2005